# Musée de Sologne
Le musée de Sologne est un musée français d'histoire et d'anthropologie de la région Centre-Val de Loire, dans la commune de Romorantin-Lanthenay. Il expose des objets liés aux coutumes solognotes et abrite également un centre de documentation sur la Sologne.

## Historique
Le musée est créé dans les années 1950. Il est ensuite réhabilité dans des locaux neufs en 1995 dans les anciens moulins du chapitre et de la ville enjambant la Sauldre, ainsi que dans la tour Jacquemart, pour les expositions temporaires.
Il est labellisé « Musée de France » le 1er février 2003.
Le musée est constitué de trois bâtiments, le moulin du chapitre, le moulin de la ville et la tour Jacquemard. Cette dernière abritant les expositions temporaires.

### Le moulin du Chapitre
Formé à l'origine de deux moulins distincts, il fonctionnait jusqu'à dans les années 1970. Il constitue le cœur du musée.

### Le moulin de la ville
Propriété de François Ier, il cède le moulin en 1540. Le moulin est acheté en 1971 par la ville à la manufacture de draps Normant. Cette partie du musée représente principalement l'économie de la ville.

### La tour Jacquemart
Construite aux alentours du XIIe ou XIIIe siècle, la tour Jacquemart faisait partie de l'enceinte fortifiée de la ville. Elle marquait l'entrée sud de la ville. C'est elle qui abrite les expositions temporaires du musée.

## Collections
Le musée abrite également un centre de documentation sur la Sologne contenant notamment une bibliothèque où se trouve conservée la collection Émile-Martin, comportant de nombreux ouvrages anciens de botanique.

### Codex Arundel
En 2011, Carlo Pedretti, historien italien, citoyen d'honneur de la ville de Romorantin-Lanthenay, fait don d'un fac-similé du Codex Arundel, un ouvrage de Léonard de Vinci, afin de créer un fonds documentaire sur l'auteur italien. Il regroupe de nombreux dessins de l'artiste-chercheur et notamment le projet d'un palais sur les bords de la Sauldre.

### Costumes
Les vêtements sont particuliers et pratiques en région de Sologne. Les femmes coiffaient un bonnet (la câline) et portait un tablier sur une jupe en droguet et un caraco en coton. Les hommes, quant à eux, portaient une tenue large et ample pour  faciliter le travail. Ceux-ci étaient souvent un pantalon en droguet et une blouse bleue (la biaude). Le dimanche était l'occasion de porter des costumes plus travaillés et plus enrichis, avec bijoux, cachemire et coiffes de cérémonies.

### Croyances
Si les Solognot, historiquement, étaient attachés à la religion chrétienne. Néanmoins, il existe beaucoup de preuve de rites ou de croyances païennes. De nombreux témoignages de ces rites sont exposés au musée avec, entre autres, les maquettes des fontaines de Saint-Thibaut à Ménestreau-en-Villette, de Saint-Baudemir à Bauzy qui étaient réputées avoir des vertus de guérison.

### Habitat
Le musée abrite un certain nombre de reconstitutions d'intérieurs et des maquettes de bâtiments. Les fermes de Sologne sont représentées avec leurs matériaux d'origine : bois, torchis, briques, etc.

### Chasse
La Sologne, abritant près de 500 châteaux est très connue pour ses chasses. C'est donc en toute logique que le musée présente la vénerie et le braconnage.

### Faune et flore
La Sologne étant principalement composée  d'étangs, de forêts et de landes, la faune et la flore sont adaptées à ces différents milieux naturels. Si les grands gibiers (sangliers, cerfs) sont emblématiques de la Sologne, ils ne sont pas les seuls animaux, amphibiens, salamandres et autres sont très présents dans la région.

Vues de la région solognote
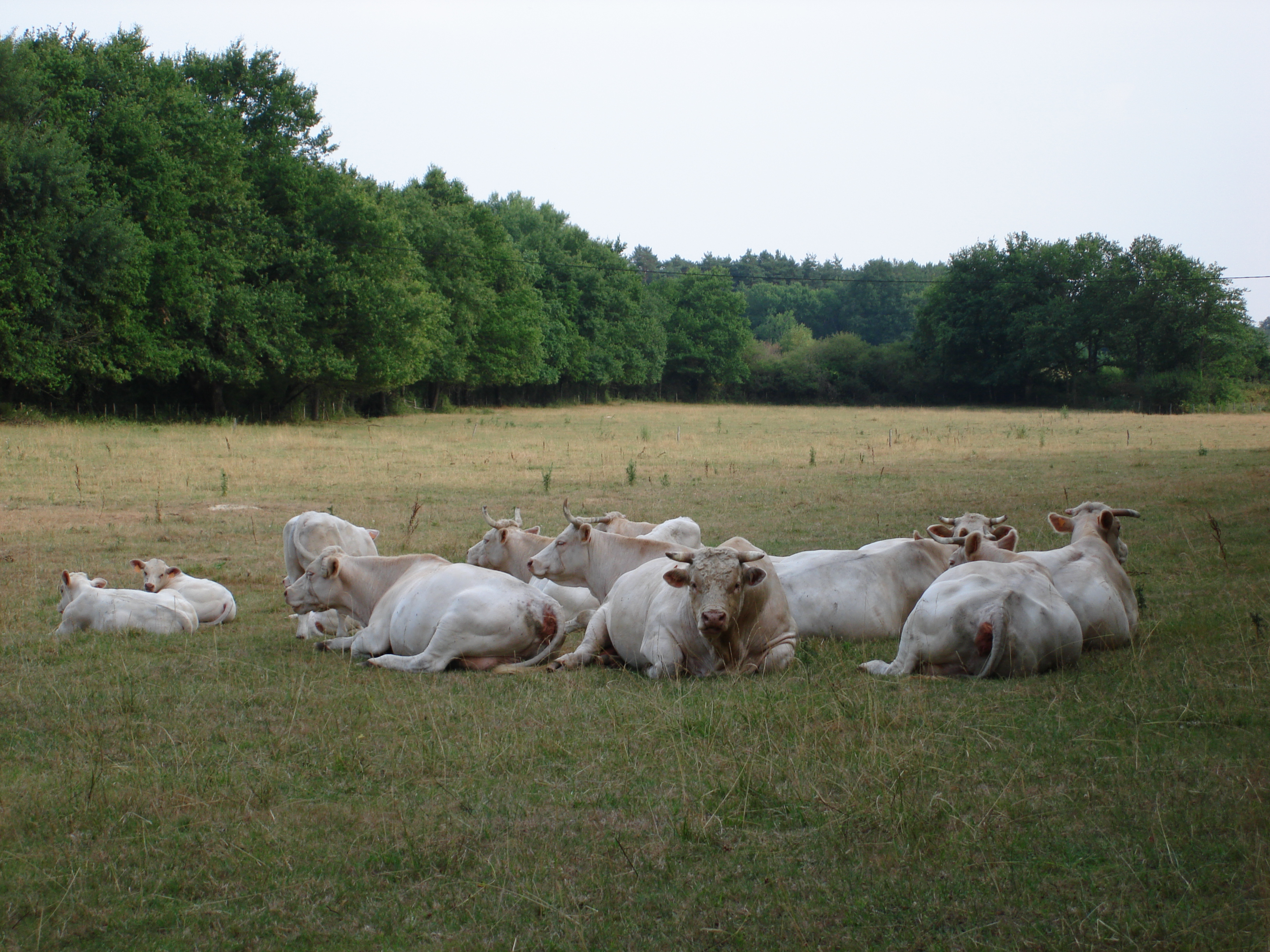
vaches de Sologne.
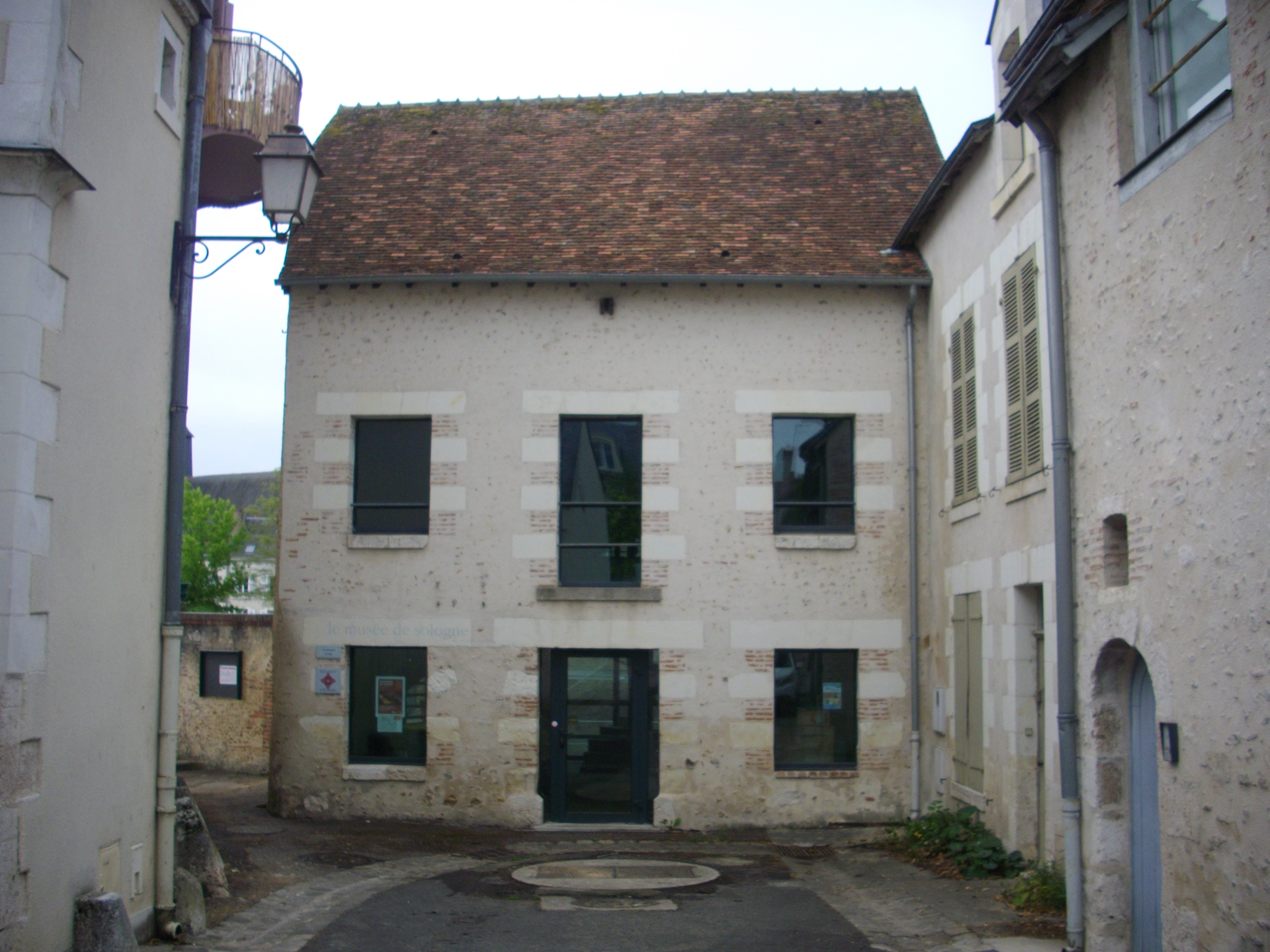
Tour Jacquemard.
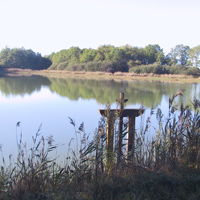
Étang de Sologne.
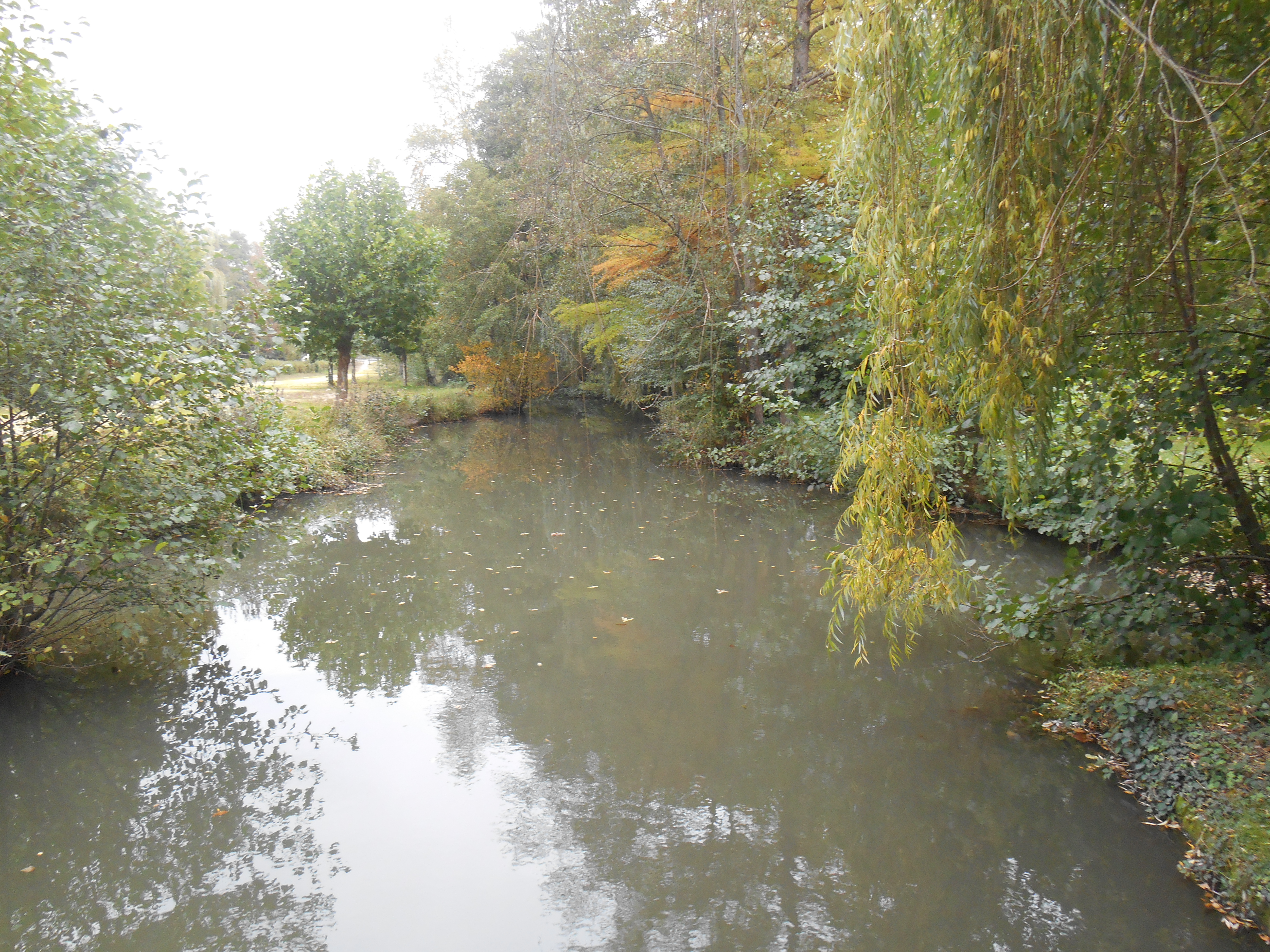
Le Bourillon à Marcilly-en-Villette.
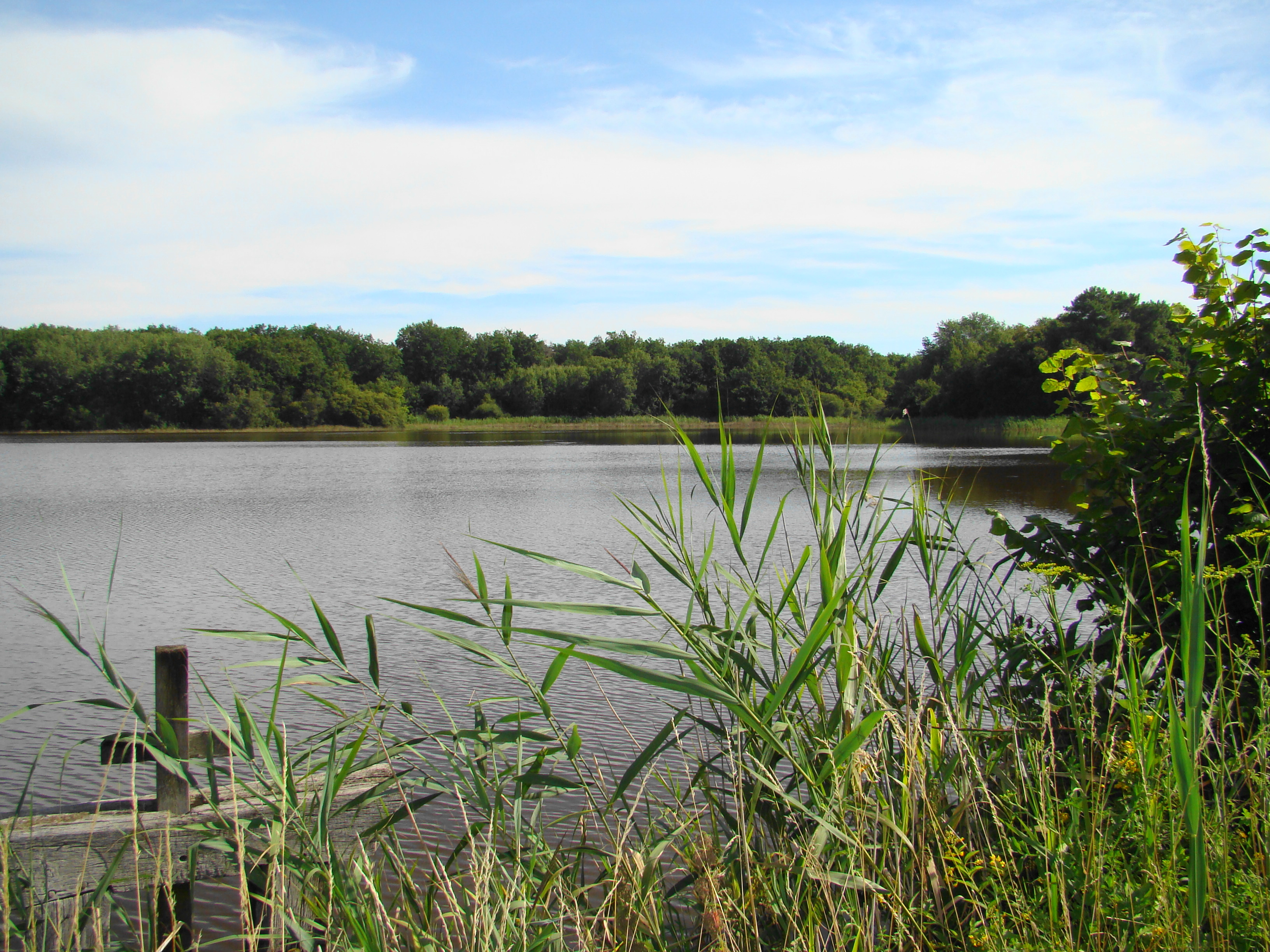
Paysage de Sologne.
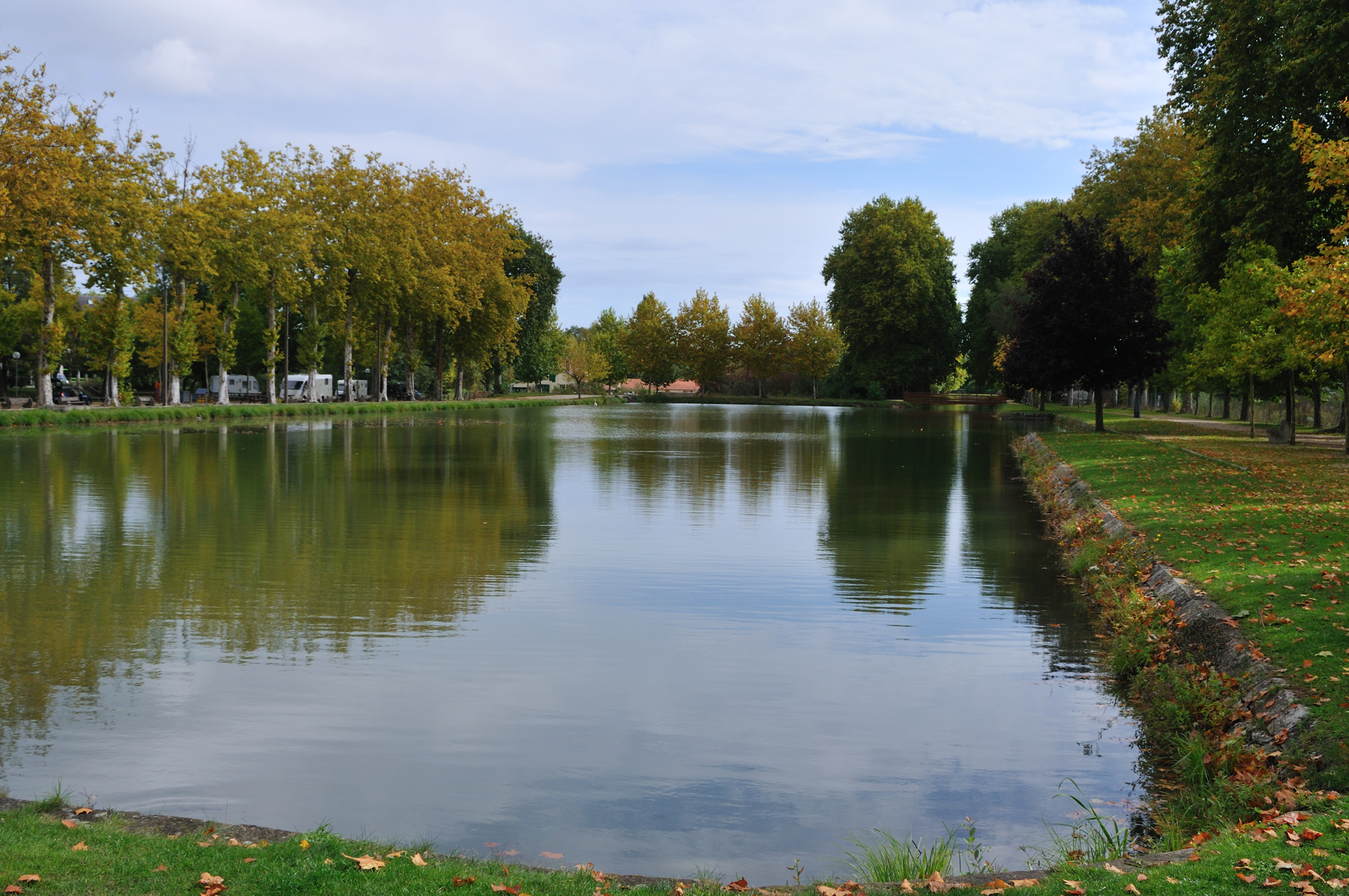
Canal de la Sauldre à Lamotte-Beuvron.
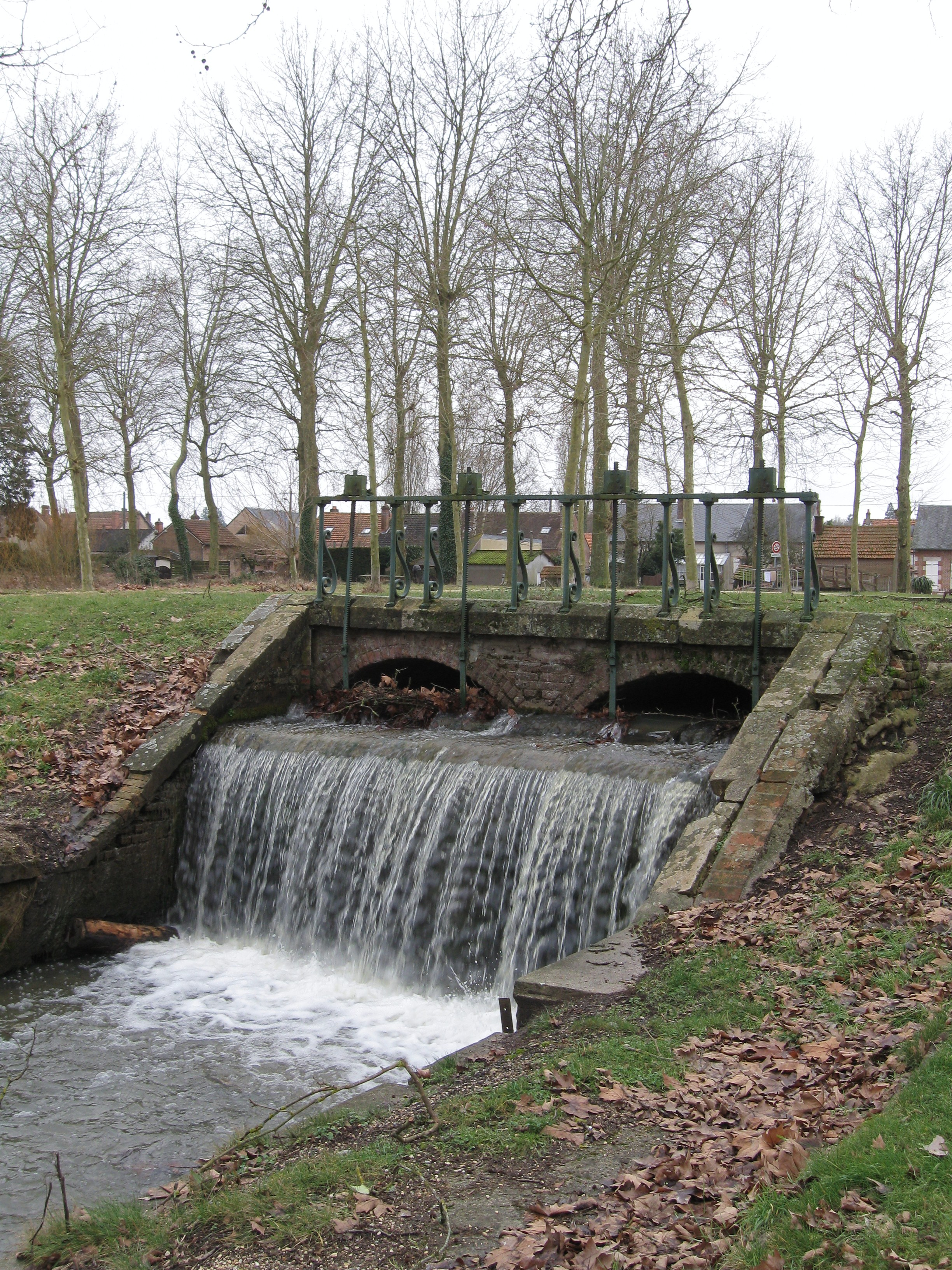
Canal de la Sauldre à Lamotte-Beuvron.
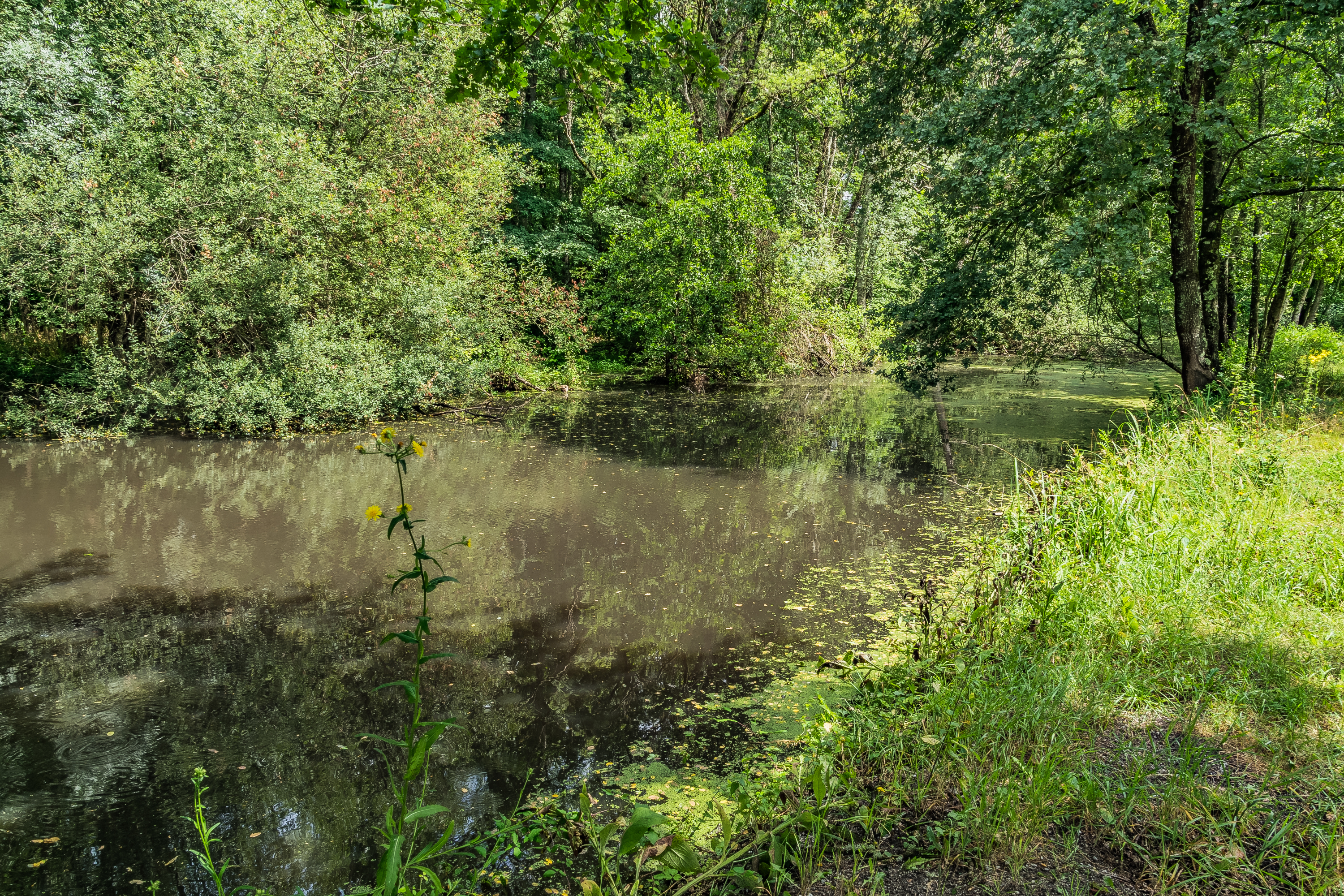
Le Beuvron à Bracieux.
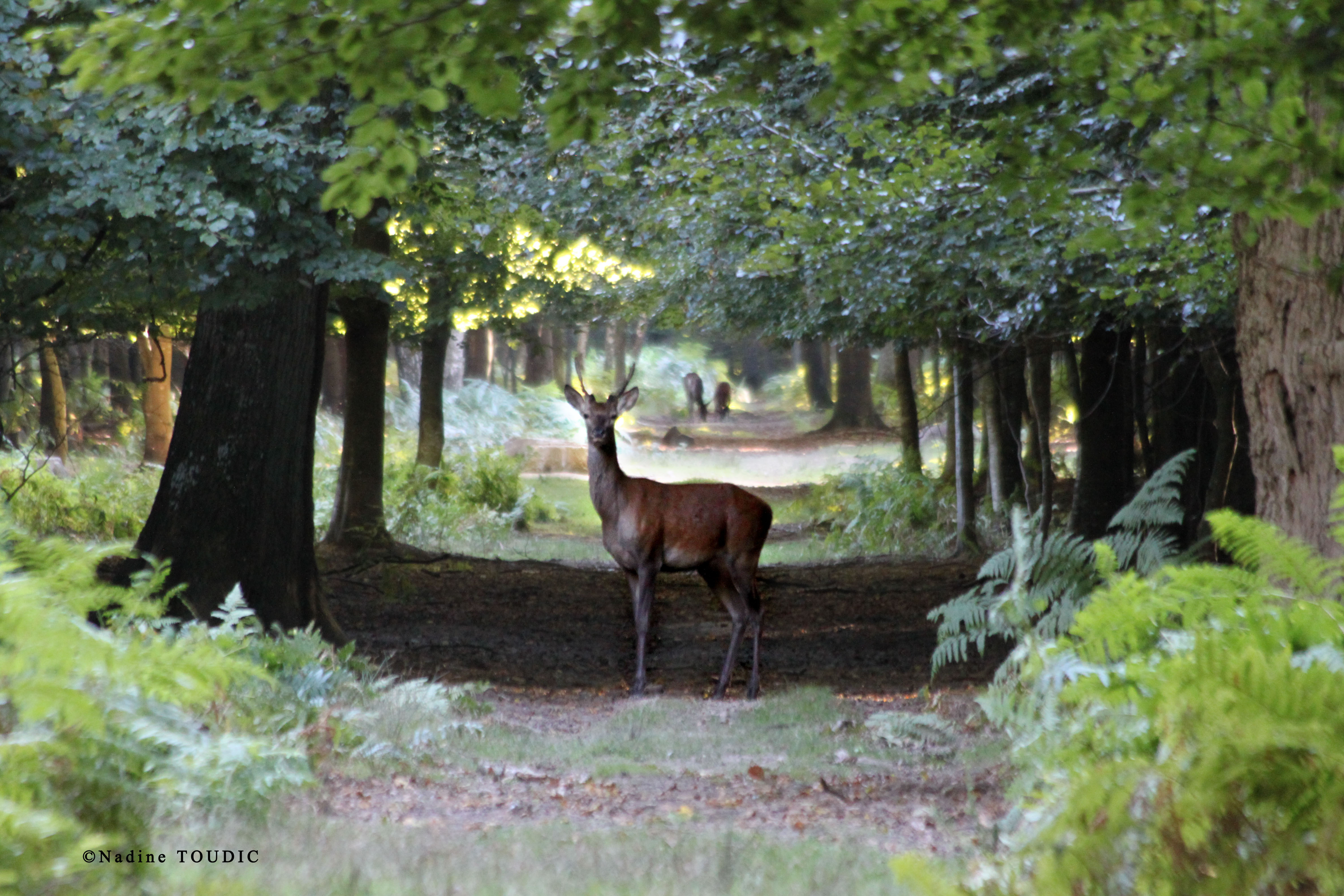
Un daguet.